# .hn
.hn è il dominio di primo livello nazionale assegnato all'Honduras.